# Institutet för försäkringsmatematik och matematisk statistik (Stockholms universitet)
Institutet för försäkringsmatematik och matematisk statistik var en institution vid Stockholms universitet som bedrev forskning och undervisning i försäkringsmatematik och matematisk statistik fram till dess sammanslagning med Matematiska institutionen på 1960-talet. Institutet som grundades 1929 var nära kopplat till dess första professor Harald Cramér som styrde det i nästan tre decennier.

## Historia

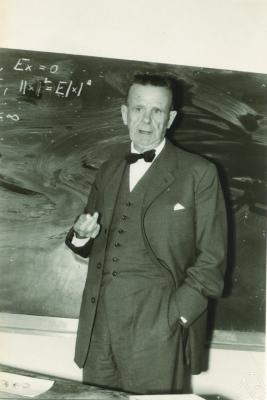
Dr Harald Cramér var institutets första professor, verksam åren 1929–1958.

1929 instiftade dåvarande Stockholms högskola en institution och professur för försäkringsmatematik och matematisk statistik. Projektet finansierades av livförsäkringsbranschen som insåg värdet i att bedriva forskning i ämnet. Forskning i samhällsvetenskapliga ämnet statistik fanns vid denna tid, men ej i matematisk statistik. Och än i dag är den unik i Sverige gällande försäkringsmatematik. Den första professorn blev Harald Cramér som utnämndes i juli 1929. Cramér var vid denna tid docent i matematik vid högskolan samt aktuarie hos Svenska Lifförsäkringsbolaget.
1932 fick institutet flytta in hos socialvetenskapliga institutets nybyggnad, Odengatan 61, efter ett par år inhysta i matematiska biblioteket. Sin första egna byggnad fick de 1940 i form av ett nu rivet trevåningshus på Norrtullsgatan 16. Även den finansierad av försäkringsbolagen. På bottenvåningen fanns en lärosal, en trappa upp några smårum och två trappor upp ett bibliotek samt professorns rum. Institutet lockade främst aktuarier, men även biologer och andra vetenskapsmän. Sannolikhetsteoretikern William Feller föreläste ofta på institutet under sina år i Sverige på flykt från nazisterna åren 1934–1939. Under andra världskriget såg institutet besök av flera utländska matematiker som danske Harald Bohr och norske Olav Reiersøl. 1938 blev Herman Wold den första att disputera här.
1950 blev Cramér rektor för Stockholms högskola vilket gjorde han mer frånvarande från institutet. Han lämnade institutet 1958 för att börja arbetet som universitetskansler och efterträddes året efter av Ulf Grenander – en tidigare elev till Cramér. Institutet blev under 1960-talet en avdelning hos Matematiska institutionen samtidigt som de såg en stor expansion i antalet studenter och uppdragsforskning. De två avdelningarna hade dock länge separat ekonomi- och fakultetsunderlag. Den sista professorn i både försäkringsmatematik och matematisk statistik var Anders Martin-Löf verksam åren 1987–2007.